# 大成街道
大成街道是中国黑龙江省哈尔滨市南岗区下辖的一个街道，位于哈尔滨中心地带，辖区面积0.42平方公里，共有2254户、7200余人。